# Cyrtophora nareshi
Cyrtophora nareshi là một loài nhện trong họ Araneidae.
Loài này thuộc chi Cyrtophora. Cyrtophora nareshi được Biswamoy Biswas & Dinendra Raychaudhuri miêu tả năm 2004.